# 塞奥罗奈
塞奥罗奈（INN：cioteronel；开发代号：CPC-10997）是一种从未上市的非甾体抗雄激素（NSAA）。该药物于1989年至2001年间开发，用于局部治疗雄激素性脱发（男性型秃发）和痤疮，以及口服治疗良性前列腺增生；该药物在痤疮的治疗上进入了III期临床试验，在雄激素性脱发的治疗上进入了II期临床试验，但最终由于疗效不佳而被停止开发。